# Isole Summer

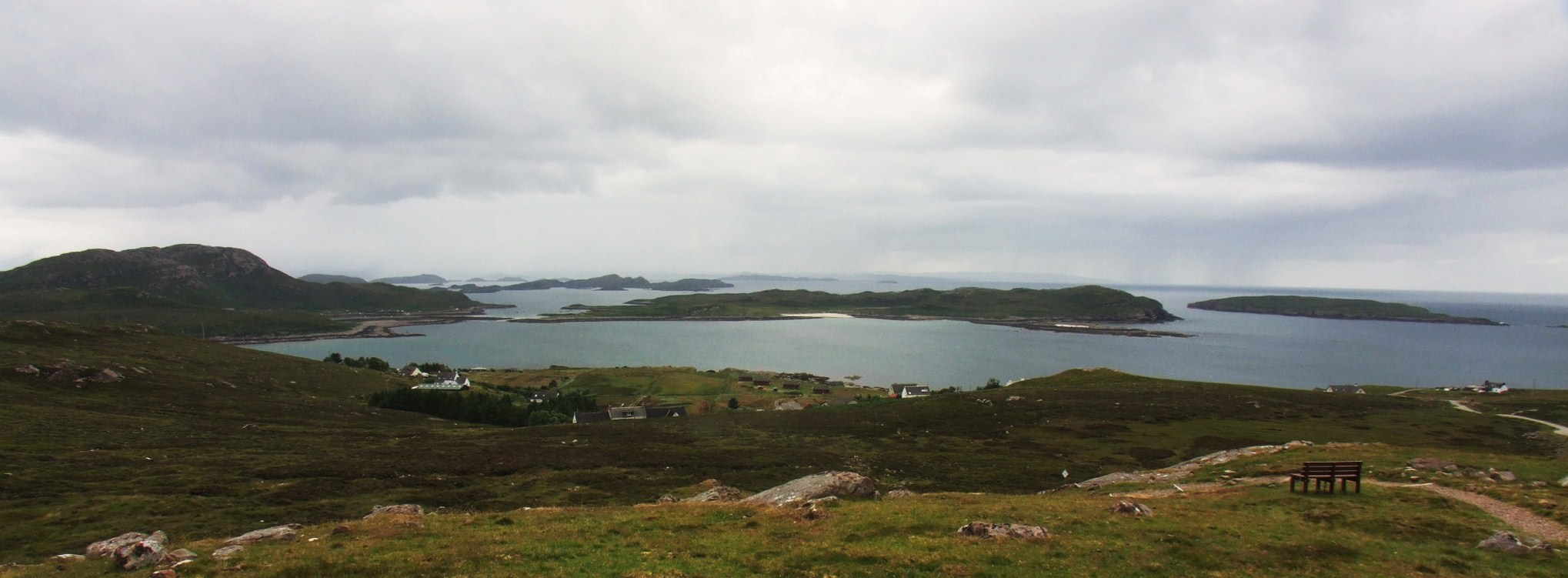
Panorama verso sud, sopra Altandhu e verso il Loch an Alltain Duibh delle isole Summer. L'isola Ristol si trova in primo piano, con Eilean Mullagrach a destra.

Le isole Summer (in lingua gaelica scozzese: Na h-Eileanan Samhraidh, pronunciato /nə ˈhelanən ˈs̪auɾɪ/) sono un arcipelago che sorge alla foce del Loch Broom, nella regione scozzese delle Highland. Fanno parte delle Ebridi Interne.

## Geografia
Tanera Mòr è la maggiore delle isole, ed è disabitata dal 2014. In precedenza, vi si trovava uno stabilimento per l'itticoltura del salmone dell'Atlantico, alcune case di villeggiatura, un cafè e un ufficio postale, che gestiva la posta sull'isola e che dal 1970 al 2013 ha stampato i propri francobolli; una nuova serie è prevista per il 2016. L'isola non ha strade e il solo percorso riconoscibile gira intorno ad Anchorage, la baia protetta sul lato orientale dell'isola. Le barche raggiungono l'isola partendo da Achiltibuie e Ullapool.

### Isole minori
- Bottle Island
- Horse Island
- Isle Martin
- Priest Island (Eilean a' Chlèirich)
- Isle Ristol
- Tanera Beag
- Eilean a' Chàr
- Eilean Dubh
- Eilean Fada Mòr
- Eilean Fada Beag
- Eilean Mullagrach
- Glas-leac Beag
- Glas-leac Mòr
- Càrn Iar
- Càrn Deas
- Càrn nan Sgeir
- Meall nan Gabhar

## Conservazione
Le isole fanno parte dell'Area nazionale scenica di Assynt-Coigach, una delle 40 della Scozia.
Frank Fraser Darling, importante figura nello sviluppo dell'indipendenza scozzese, visse su Tanera Mòr per due anni negli anni '30. La sua opera, Island Years (pubblicata nel 1940), ripercorre il tempo trascorso sulle isole Summer, dipingendo Priest Island come luogo di grande bellezza e vita selvaggia.

## Letteratura e film
- Le isole Summer compaiono in un romanzo omonimo di Ian R. MacLeod[6]
- Una Isola Summer immaginaria, Cladach Duillich, compare nel romanzo del 1977 di Desmond Bagley "The Enemy".
- L'isola pagana di "Summerisle" compare nel film "The Wicker Man" (girato nel 1973 e diretto da Robin Hardy), è talvolta erroneamente associata con questo arcipelago, ma il film fu effettivamente girato intorno a Newton Stewart nel Dumfries and Galloway.[7]

## Summer Isles Philatelic Bureau
Dal 1970 l'Ufficio Filatelico delle isole Summer stampa francobolli dell'isola per i turisti che li incollano sulla posta che viene portata al più vicino ufficio postale sulla terraferma.